# Żmija Awicenny
Żmija Awicenny (Cerastes vipera) – gatunek jadowitego węża z rodziny żmijowatych (Viperidae). Występuje na pustyniach i półpustyniach Afryki Północnej oraz Półwyspu Synaj po południowo-zachodni Izrael na wschodzie.
Jest najmniejszym gatunkiem wśród rodzaju Cerastes. Osiąga do 35 cm długości. Od pokrewnych gatunków odróżnia go brak wyrostków rogowych nad oczami (jak np. u żmii rogatej). Jego jad wykorzystuje się do wielu badań naukowych oraz wytwarza się z niego surowicę o charakterze jednoważnym lub wieloważnym.

## Status, zagrożenia i ochrona
W czerwonej księdze gatunków zagrożonych IUCN żmija Awicenny klasyfikowana jest jako gatunek najmniejszej troski (LC, Least Concern). Jest to wąż pospolity, a trend liczebności jego populacji ocenia się jako stabilny. Gatunek występuje na kilku obszarach chronionych.